# Société de développement Angus

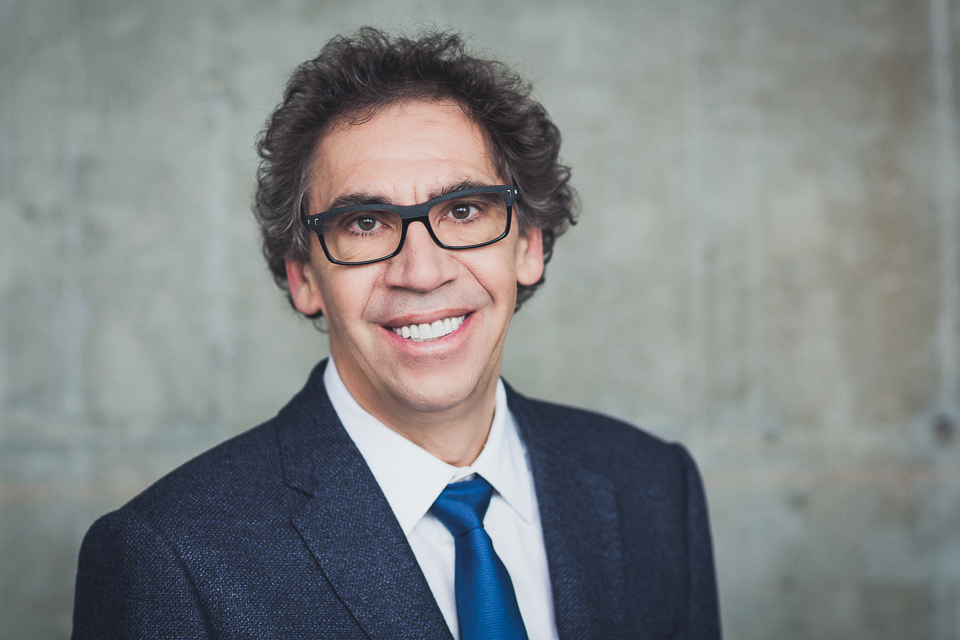
Christian Yaccarini, président et chef de la direction de la SDA

La Société de développement Angus ou SDA est une entreprise d'économie sociale du secteur immobilier détenue par la ville de Montréal, fondée en 1995 pour transformer un ancien site industriel dans le quartier Rosemont–La Petite-Patrie en Technopôle Angus.
En 2008, elle devient responsable du développement de l'édifice 2-22, achevé en 2012, dans le Quartier des spectacles. En 2016, la SDA commence le développement d'un projet plus ambitieux dans le quartier, Carré Saint-Laurent,  inauguré en 2019. Dans le quartier Saint-Michel, elle développe le nouveau siège de la Maison d'Haïti, qui ouvre ses portes en 2016.  
En février 2024, la SDA annonce son premier projet hors métropole : un projet de construction de 500 unités locatives abordables à Rimouski, sur deux lots de terrains qui seraient décontaminés,.